# Долна Марикова
Горна Марикова (словац. Dolná Mariková) — село, громада округу Поважська Бистриця, Тренчинський край. Кадастрова площа громади —  22.14 км².
Населення 1419 осіб (станом на 31 грудня 2021 року).

## Історія
Долна Марикова згадується 1321 року.

## Населення
| Рік:            | 1994. | 2004.   | 2014.   | 2024.   |
| --------------- | ----- | ------- | ------- | ------- |
| Кількість осіб: | 1554  | 1460    | 1431    | 1406    |
| Різниця:        |       | -6,04 % | -1,98 % | -1,74 % |

| Рік:            | 2023. | 2024.   |
| --------------- | ----- | ------- |
| Кількість осіб: | 1424  | 1406    |
| Різниця:        |       | -1,26 % |